# Cœur de pirate (album)
Pour les articles homonymes, voir Cœur de pirate et Cœur.
Albums de Cœur de pirate
Blonde
(2011)
Singles
1. Comme des enfants
Sortie : 28 septembre 2009
2. Pour un infidèle
Sortie : 8 mars 2010
3. Ensemble
Sortie : 11 janvier 2010
4. Francis
Sortie : novembre 2010

Cœur de pirate est le premier album de la chanteuse québécoise Cœur de pirate, sorti le 16 septembre 2008. Il s'est vendu à 57 000 exemplaires au Canada et y a ainsi été certifié disque d'or et à 500 000 exemplaires en France, certifié disque de Diamant, album qui a débuté à la 25e position dans les charts français le 11 mai 2009.
En 2010, Cœur de pirate a été nommée pour la 11e cérémonie des NRJ Music Awards dans la catégorie « révélation française de l'année » avec le clip Comme des enfants et dans la catégorie « chanson française de l'année ». Son single Comme des enfants est la deuxième chanson francophone à avoir atteint la première place du classement des singles vendus au Canada[réf. nécessaire]. Un deuxième album est prévu pour septembre 2011.

## Liste des titres
| 1.  | Le Long du large                   | 2:39 |
| 2.  | Comme des enfants                  | 2:51 |
| 3.  | Fondu au noir                      | 2:53 |
| 4.  | Corbeau                            | 2:55 |
| 5.  | Berceuse                           | 2:08 |
| 6.  | Intermission                       | 2:58 |
| 7.  | Printemps                          | 2:04 |
| 8.  | Ensemble                           | 2:23 |
| 9.  | La vie est ailleurs                | 2:27 |
| 10. | Pour un infidèle (avec Jimmy Hunt) | 2:34 |
| 11. | Francis                            | 1:57 |
| 12. | C'était salement romantique        | 3:11 |

| 1.  | Le Long du large                    | 2:39 |
| 2.  | Comme des enfants                   | 2:51 |
| 3.  | Berceuse                            | 2:08 |
| 4.  | Printemps                           | 2:04 |
| 5.  | Francis                             | 1:57 |
| 6.  | Intermission                        | 2:58 |
| 7.  | Ensemble                            | 2:23 |
| 8.  | C'était salement romantique         | 3:11 |
| 9.  | La vie est ailleurs                 | 2:27 |
| 10. | Pour un infidèle (avec Julien Doré) | 2:34 |
| 11. | Corbeau                             | 2:55 |
| 12. | Fondu au noir                       | 2:53 |

## Crédits

### Musiciens
- Béatrice Martin - chants, piano.
- David Brunet - basse, guitare (électrique & acoustique), banjo, glockenspiel, percussion, synthétiseur, accordéon, piano (piste 10).
- Renaud Bastien - basse, guitare acoustique.
- Joseph Perrault - batterie
- Jean-Denis Levasseur - contrebasse, clarinette.
- Lise Beauchamp - hautbois
- Benoît Paradis - trombone
- Lysandre Champagne - trompette
- Julie Brunet - alto
- Kristin Molnar - violon

### Techniciens
- Produit, arrangé par David Brunet.
- Producteur délégué - Eli Bissonnette
- Mixé par Robert Langlois.
- Enregistré par Robert Langlois, David Brunet, Marc St-Laurent et Nicolas Ouellette.
- Artwork par Vanda Daftari.
- Photographie par John Londono.

## Charts et certifications

### Charts
| Pays          | Chart              | Meilleure position | Total semaine | Réf   |
| ------------- | ------------------ | ------------------ | ------------- | ----- |
| France        | SNEP               | 2                  | 106           | [ 6 ] |
| Belgique (FR) | Ultratop           | 4                  | 95            | [ 7 ] |
| Suisse        | Swiss Music Charts | 35                 | 44            | [ 8 ] |

### Certifications
| Pays   | Association | Certification | Ventes/Équivalence |
| ------ | ----------- | ------------- | ------------------ |
| France | SNEP        | diamant       | 500 000            |

## Format et sorties
Voici une liste non exhaustive des formats de l'album Cœur de pirate.
| Sortie            | Pays      | Format   | Catalogue | Label           |
| ----------------- | --------- | -------- | --------- | --------------- |
| 16 septembre 2008 | Canada    | CD       | BOITE-7   | Grosse Boîte    |
| 4 août 2009       | Canada    | 33 tours | DTC6400   | Grosse Boîte    |
| 19 mai 2009       | France    | CD       | 531 670 6 | Disques Barclay |
| 26 février 2010   | France    | CD       | 532 508 6 | Disques Barclay |
| 2010              | Allemagne | CD       | LPM28-2   | Le Pop Musik    |

## Récompenses
| Année | Cérémonie de remise   | Catégorie                                        | Titre             | Résultat   |
| ----- | --------------------- | ------------------------------------------------ | ----------------- | ---------- |
| 2010  | NRJ Music Awards 2010 | « Révélation francophone de l'année »            | Comme des enfants | Nomination |
| 2010  | NRJ Music Awards 2010 | « Révélation française de l'année »              | Comme des enfants | Nomination |
| 2011  | NRJ Music Awards 2011 | « Groupe / duo / troupe francophone de l'année » | Pour un infidèle  | Nomination |